# James G. McCargar
James Goodrich McCargar, Christopher Felix (* 1920 in San Francisco, Kalifornien; † 30. Mai 2007) war ein US-amerikanischer Diplomat.

## Leben
Er wurde als letztes von vier Kindern geboren. Seine Eltern waren der Industrielle Jesse McCargar (1879–1954) und Addie Goodrich (1882–1920). Er graduierte an der Stanford University und war kurzzeitig als Reporter für das Call Bulletin in San Francisco tätig.
James G. McCargar trat 1942 in den diplomatischen Dienst der USA und war von 1942 bis 1943 Vizekonsul der USA in Wladiwostok. Mit Botschafter William Harrison Standley kam er 1943 als Botschaftssekretär an die US-Botschaft in Moskau. 1943 wurde er an der US-Botschaft in der Dominikanischen Republik akkreditiert, welche damals in einem umfangreichen Programm Menschen, welche aus dem Deutschen Reich flüchten konnten, interviewte. 1944 wurde er als Reservist der United States Navy als Verbindungsoffizier zur sowjetischen Kriegs- und Handelsmarine nach Akutan (Alaska) und Unalaska befohlen.
1946 wurde an der US-Botschaft in Budapest als Botschaftsrat akkreditiert. Er arbeitete dort für The Pond, einen US-Nachrichtendienst, der von 1948 bis zum 29. August 1949 von der Zentralisierung zur CIA ausgenommen blieb. Von 1948 bis 1950 war James G. McCargar am US-Konsulat in Genua akkreditiert, leitete die Abteilung für Südosteuropa und betreute Protagonisten der jungen italienischen Demokratie.
Von 1950 bis 1953 war er an der US-Botschaft in Paris akkreditiert und war Mitglied der US-Delegation des Allied Coordinating Committee.
1955 kam er zum Free Europe Committee in New York, als Lobbyist für die Völker des sowjetischen Machtbereiches bei den Vereinten Nationen. Von 1956 bis 1958 war er bei der Europaabteilung des Free Europe Committee in Paris Direktor für politische, soziale und kulturelle Programme. Seinen Nachfolger bei dieser Aufgabe blieb er bis 1960 als externer Berater verbunden.
1960 engagierte er sich für die Wahl von John F. Kennedy als Mitgründer und Sekretär des Vereins Americans Abroad for Kennedy.
1963 veröffentlichte er unter dem Pseudonym Christopher Felix, A The spy and his masters: A short course in the secret war dessen fiktionalen Anteil er, auch in 1987 ergänzten Fußnoten, nicht offenbarte.
1965 half er Dirk Stikker beim Abfassen seiner Erinnerungen.
Von 1978 bis 1982 beriet James McCargar Joseph Duffey, der Vorsitzender der Stiftung National Endowment for the Humanities war, koordinierte US-Politik in der UNESCO und nahm an deren Sitzungen teil.
1989 veröffentlichte er mit William Egan Colby: Lost Victory: A Firsthand Account of America's Sixteen Year Involvement in Vietnam.